# Artziniega
Artziniega község Spanyolországban, Arabában. Lakosainak száma 1856 fő (2024).

## Földrajza
Artziniega Valle de Mena, Gordexola és Ayala/Aiara községekkel határos.

## Testvértelepülések
- Bir Lehlou

## Népesség
A település lakosságának változását az alábbi diagram mutatja:
| Lakosok száma | 1331 | 1451 | 1631 | 1818 | 1843 | 1818 | 1840 | 1821 | 1809 | 1856 |
|               | 2001 | 2004 | 2006 | 2009 | 2011 | 2014 | 2016 | 2019 | 2021 | 2024 |